# مطبخ لوكسمبورغ
يعكس مطبخ لوكسمبورغ موقع البلاد المميز بين الثقافات اللاتينية والجرمانية، حيث تأثر بشكل كبير بمطابخ فرنسا وبلجيكا وألمانيا المجاورة. في السنوات الأخيرة، أضاف المهاجرون الإيطاليون والبرتغاليون لمسات جديدة إلى المطبخ المحلي. وكما هو الحال في ألمانيا، فإن العديد من الأطباق التقليدية اليومية في لوكسمبورغ تنحدر من أصول فلاحية بسيطة، مما يميزها عن الأطباق الفرنسية التي تتميز بتعقيدها وأناقتها.

## الطعام

موقع لوكسمبورغ

تشتهر لوكسمبورغ بالعديد من الأطباق الشهية. بالإضافة إلى الحلويات الفرنسية مثل الكعك وفطائر الفواكه، تشمل المعجنات المحلية البريتزل، وهو طبق، وفطيرة البرقوق "كويتشهفلود"، والدونات الصغيرة المغطاة بالسكر "فيرفورلت غدانكن" أو "فيرفورلتر"، و"أبلكاتزن". كما يُعتبر جبن كاشكيس (أو كانكويّوت)، وهو جبن طري قابل للدهن.
تشمل الأطباق السمكية في لوكسمبورغ الأسماك المحلية مثل السلمون المرقط، والبايك، وجراد البحر، وتُستخدم لإعداد أطباق مثل "فريل أم ريسليك" (السلمون المرقط بصلصة الريسلينغ)، و"هيشت مات كرايدرزوس" (البايك بصلصة الأعشاب الخضراء)، و"كريبسن" (جراد البحر)، التي تُعد غالبًا بصلصة الريسلينغ. كما يُعد طبق "فريتور دي لا موزيل"، وهو سمك صغير مقلي من نهر موزيل، من الأطباق المفضلة، ويُقدم عادةً مع نبيذ أبيض محلي من منطقة موزيل.
تشمل أطباق اللحوم البارزة "إيسليكر هام"، وهو لحم خنزير من شمال البلاد الجبلي، يُنقع لبضعة أسابيع ثم يُدخن لعدة أيام، ويُقدم شرائح رقيقة مع البطاطس المقلية والسلطة. ويُعتبر "جود مات غاردبونن"، وهو لحم خنزير مدخن مع الفول، من أكثر الأطباق التقليدية شهرةً ويُعتبر الطبق الوطني للوكسمبورغ. يُنقع اللحم طوال الليل ثم يُطهى مع الخضروات والتوابل، ويُقدم مع الفاصوليا والبطاطس المسلوقة.
تشمل أطباق أخرى "هونغ أم ريسليك"، وهو طبق يشبه "كوك أو ريسلينغ" الألزاسي ويتكون من قطع دجاج مطهية بالنبيذ الأبيض مع الخضروات والتوابل والفطر. هناك أيضًا طبق "هوزنتسيفي" أو "سيفيت دو ليفر"، وهو أرنب مطهو يُقدم خلال موسم الصيد.

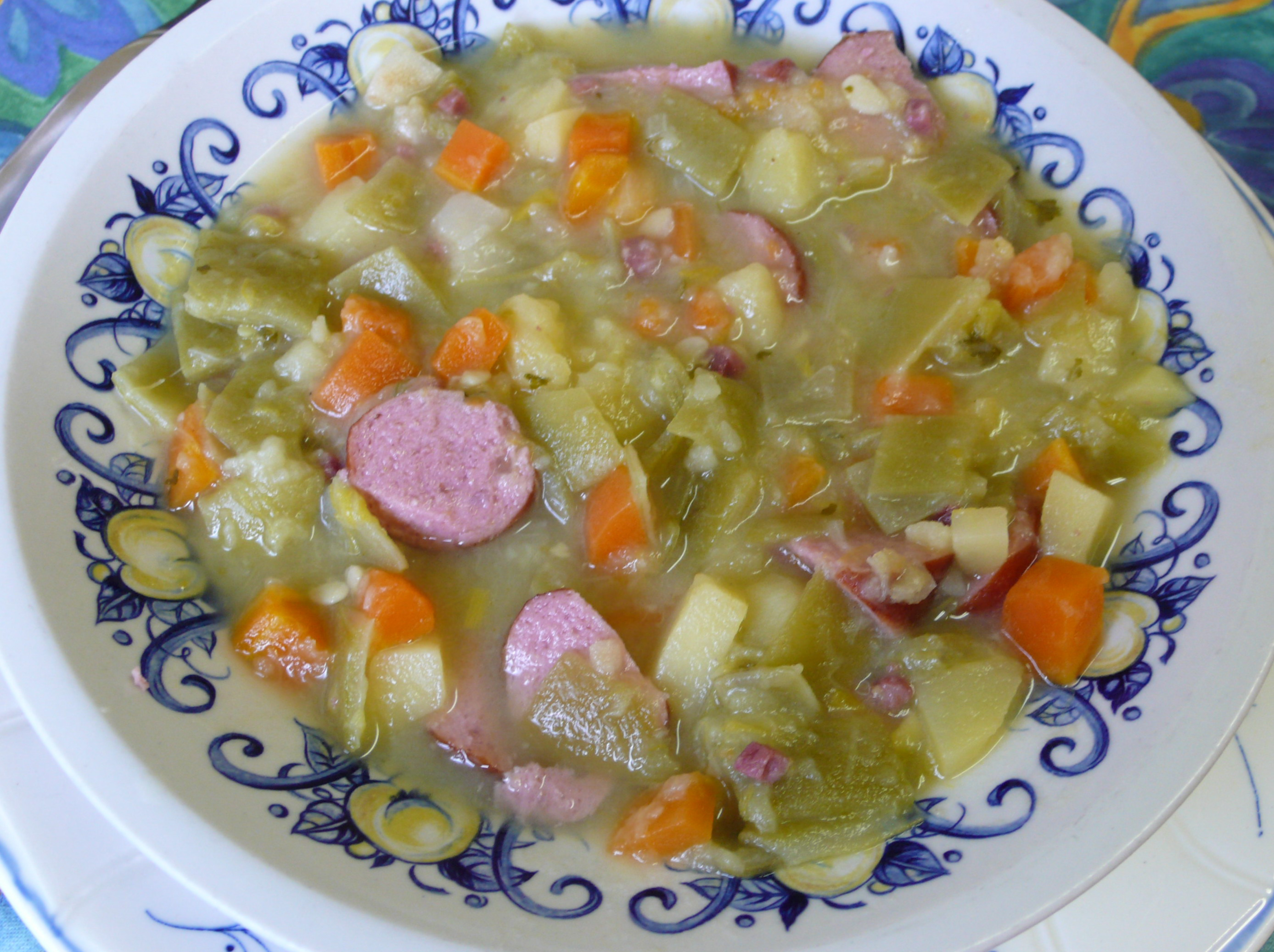
يعتبر البونشلوب طبقًا وطنيًا في لوكسمبورغ

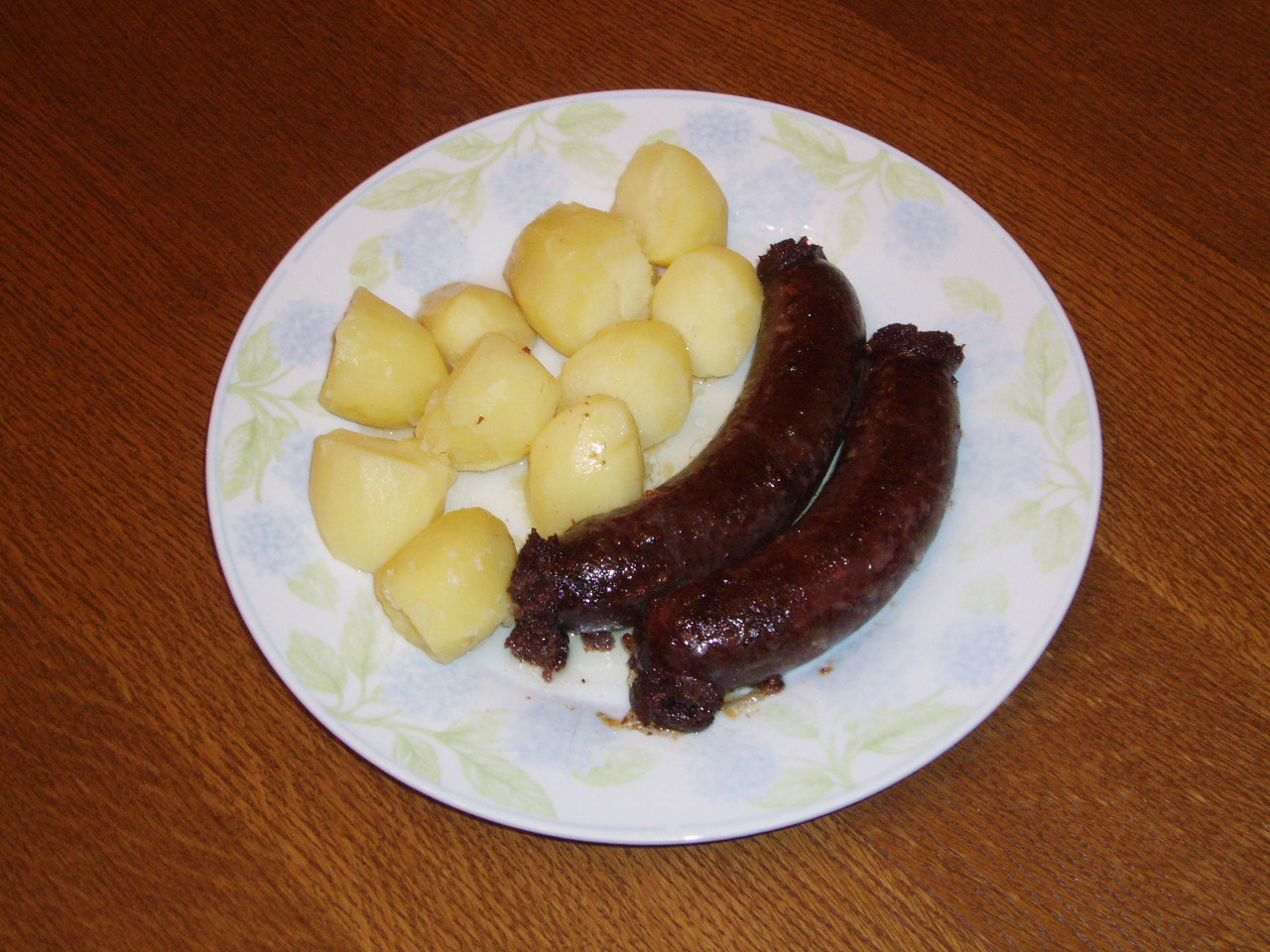
الترايبين هو البديل اللوكسمبورغي للبودينغ الأسود

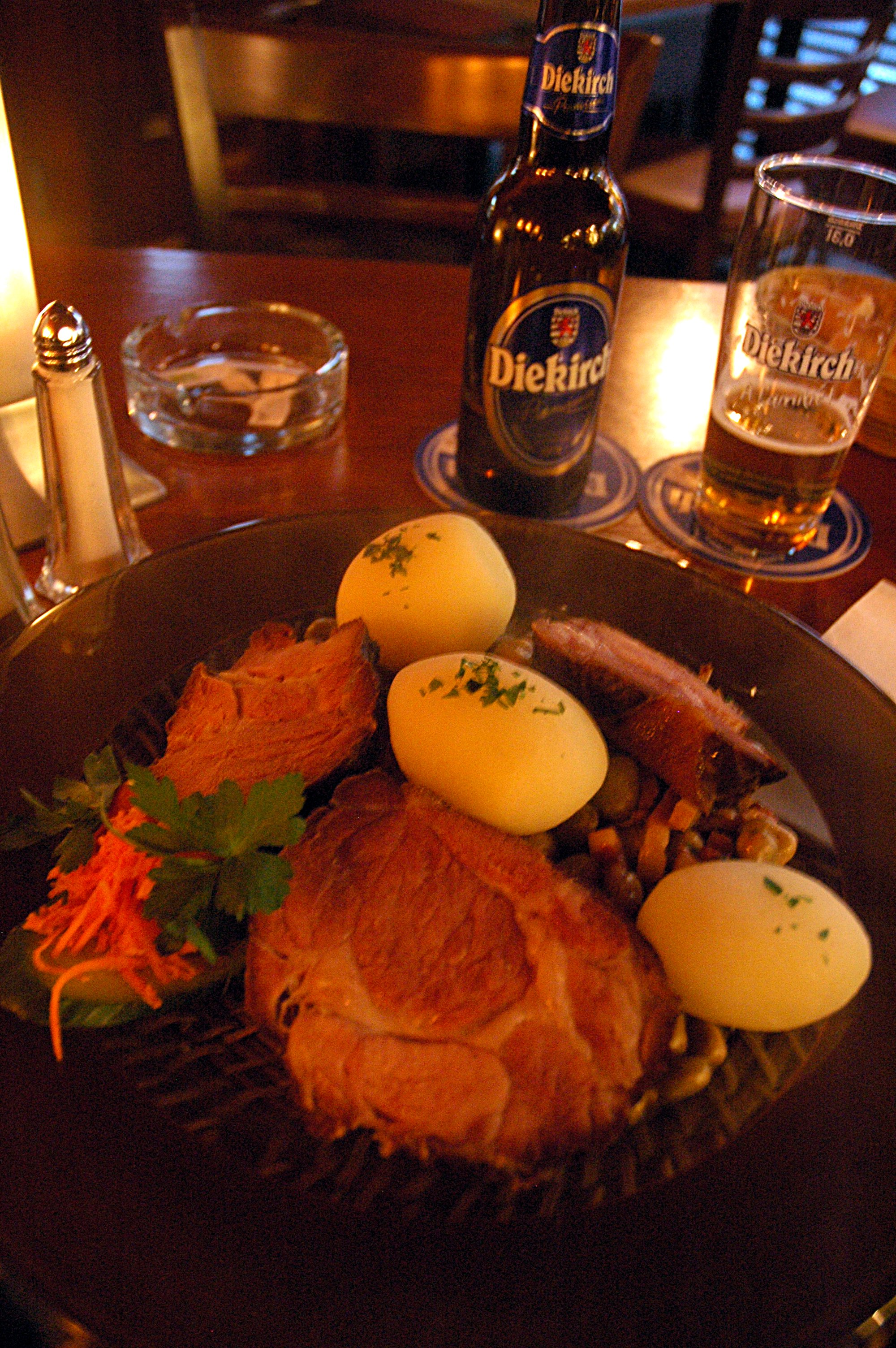
جود مات غاردبونن يُقدم مع البطاطس المسلوقة وبيرة ديكيرش

ومن الأطباق الإضافية زلابية الكبد (كوينيل) مع كرنب مخلل والبطاطس المسلوقة، والترايبين مع صلصة التفاح، والنقانق مع البطاطس المهروسة والفجل الحار، وحساء الفاصوليا الخضراء (بونشلوب). كما تتميز العديد من قوائم الطعام في لوكسمبورغ بأطباق من المطبخ الفرنسي، بالإضافة إلى بعض الأطباق من ألمانيا وبلجيكا.